# Associação Paulistana dos Condutores de Transporte Complementar da Zona Leste
Associação Paulistana dos Condutores de Transporte Complementar da Zona Leste foi uma cooperativa de transportes da cidade de São Paulo, afiliada ao Consórcio Aliança Paulistana. A cooperativa operava na Zona Leste da Capital.

## História
A Associação Paulistana surgiu em 2003, quando a então prefeita de São Paulo, Marta Suplicy, e a São Paulo Transportes regulamentaram o sistema de transporte coletivo da Capital, unificando os condutores em cooperativas de trabalho, para assim dar continuidade no serviço de transporte de passageiros entre os bairros com difícil acesso pelos ônibus. Houve a licitação das Cooperativas, na qual a Associação Paulistana se classificou e ficou responsável pela administração de parte dos condutores das áreas 3 e 4 na região da zona leste de São Paulo.
Em 2013, foi criada a Cooper Quality Ação - Cooperativa Qualidade de Trabalhadores em Transporte Coletivo de Passgeiros do Estado de São Paulo, Após o desmembramento da garagem G2 da Associação Paulistana, tento somente apenas uma garagem para a Associação Paulistana, a garagem G3.
Em 2014, surgiu a Cooper Paulistana também foi originada também do desmembramento garagem G1 da Associação Paulistana e  também da Transcooper Leste (atual Pêssego Transportes). Em sua antiga razão social, sendo cooperativa anteriormente como parte da Associação Paulistana, a Cooper Paulistana obedecia a numeração 3 na Área Amarela, mas por várias vezes, obedecia a mesma numeração mesmo tendo carros de adesivos vermelhos. Essa seria uma das últimas cooperativas a ser criadas antes da nova licitação de 2015, que mais tarde, a Cooper Paulistana se tornou a Allibus Transportes (que posteriormente se chamava "Allianz Transportes").
Em 2015, a Associação Paulistana se tornou a Transunião Transportes S.A. já operava cerca de 10 linhas, transportando aproximadamente 1,6 milhão de passageiros por mês. E a Cooper Quality Ação se tornou a UPBus Qualidade em Transportes (que posteriormente até 2019 se chamava "Qualibus Qualidade em Transportes") que já operava cerca de 13 linhas, e transportando aproximadamente 67 mil passageiros por mês útil.  
Em anos recentes, a empresa tem sido destacada por renovar sua frota com ônibus da marca Caio, modelo Apache Vip IV, com foco em acessibilidade e conforto para os passageiros. Esses ônibus incluem elevadores para pessoas com deficiência, tomadas USB para carregamento de dispositivos móveis e sistemas de iluminação LED, entre outras tecnologias. Em 2019, a Transunião também tem sido mencionada em notícias relacionadas à sua atuação na Zona Leste de São Paulo, em bairros como Sapopemba, Itaim Paulista e Guaianases, e por ter assumido serviços da finada Imperial Transportes Urbanos (originada da Cooperativa Nova Aliança). 
Em 2024, a UPBus passou ser a alvo de relação com o PCC por meio de investigações por parte de forças policiais,  Entre os alvos incluem—se diretores, pessoas ligadas aos proprietários da empresa, de veículos e políticos, juntamente com a Transwolff (empresa da zona sul originada da Cooperativa CooperPam).
É importante notar que a Transunião também foi associada a polêmicas, incluindo pagamentos de uma facção criminosa. No entanto, a empresa continua sendo uma operadora relevante no sistema de transporte público da cidade, com uma frota considerável e um número expressivo de passageiros. 

## Lotes e Garagens
- Associação Paulistana G1 (Cooper Paulistana) - Lote 3 5xxx/4 5xxx (atual Allibus Transportes)
- Associação Paulistana G2 (Cooper Quality Ação) - Lote 3 5xxx (atual UPBus Qualidade em Transportes)
- Associação Paulistana G3 - Lote 3 6xxx (atual Transunião Transportes S.A.)